# Culto degli antenati
L'espressione culto degli antenati si riferisce all'insieme delle pratiche e dottrine religiose basate sulla credenza che i membri defunti di una famiglia o di un clan veglino sui propri discendenti e siano in grado di influire positivamente o negativamente sul loro destino. 
In tali sistemi l'antenato può assurgere al rango di divinità, che continua a vivere nella memoria collettiva, nella tradizione spirituale da lui fondata, o persino nel lignaggio da lui generato, i cui discendenti ne costituiscono in un certo senso il corpo manifesto.

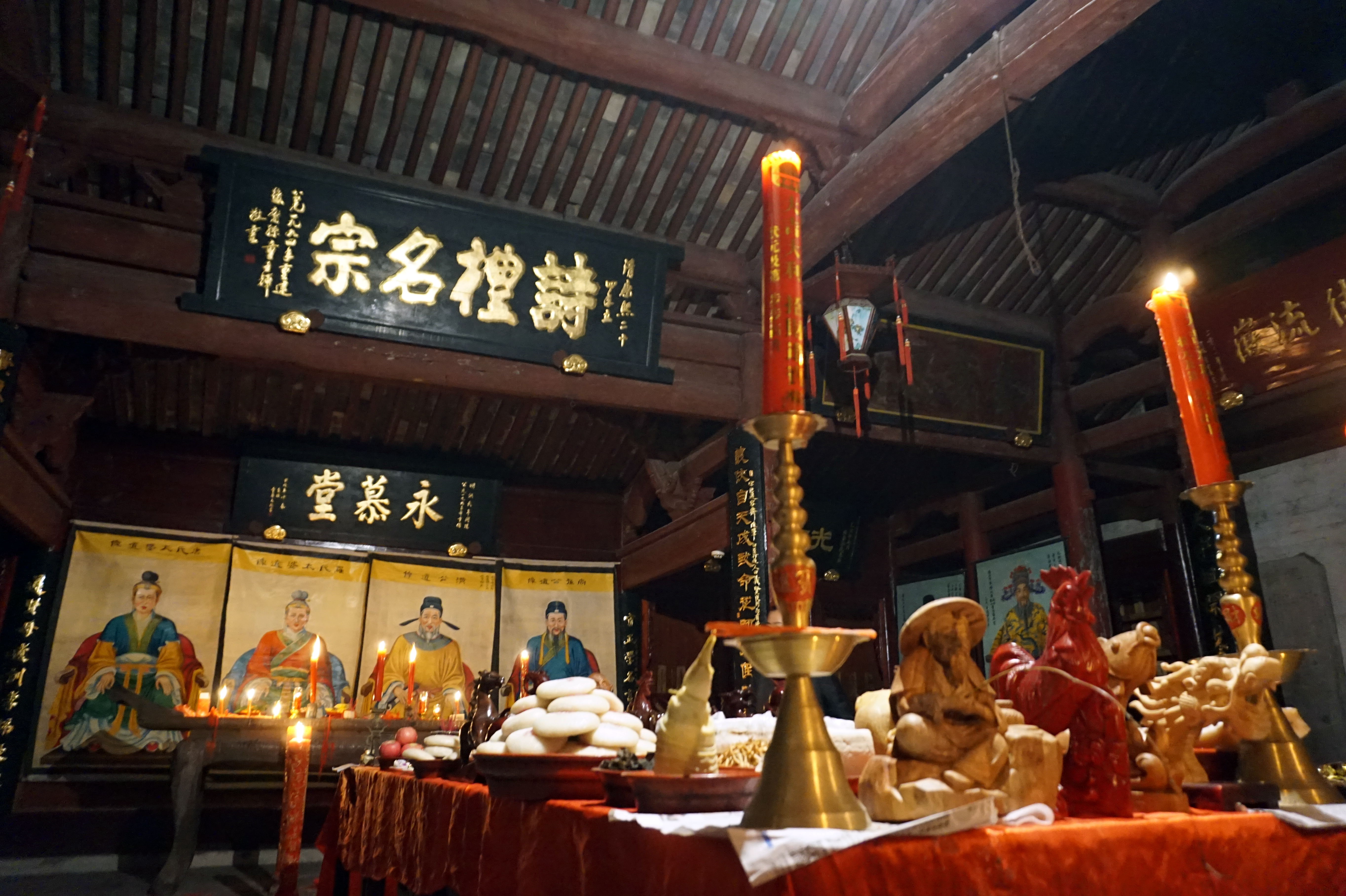
Altare del sacrificio all'interno di un tempio ancestrale del lignaggio Tong, a Qiantong, provincia dello Zhejiang.

Questa forma di religiosità riveste una notevole importanza antropologica, essendo comune a moltissime culture; in particolare, il culto degli antenati è presente in modo più radicato ed evidente nella religione tradizionale cinese e in numerose società dell'Africa subsahariana. Alcune vestigia si possono identificare anche in talune culture del mondo occidentale, come quella romana. Un esempio recente, sebbene piuttosto attenuato, è la festività cattolica della commemorazione dei defunti, che ha perso tuttavia gran parte della componente di adorazione verso il progenitore, al quale non è più riconosciuto il potere di influire sulla vita dei discendenti.

## Nell'Estremo Oriente
In Cina, il culto degli antenati (拜祖 bàizǔ, o 敬祖 jìngzǔ), ha lo scopo di onorare l'antenato comune a un lignaggio familiare per onorare il ricordo delle sue imprese nobili. Anche gli Dèi del mondo circostante sono considerati degli antenati, progenitori degli stessi antenati umani in quanto garanti dell'ordine stabilito che accolse questi ultimi e i loro atti di fondazione. 
Nella scala dei valori della morale cinese tradizionale, la pietà filiale (che comprende la venerazione degli antenati prossimi e dei progenitori antichi), 孝 xiào, è la principale. L'uomo pietoso riconosce e onora nei genitori, negli anziani e negli antenati la causa ultima della propria esistenza. In questo senso, la venerazione per gli antenati in Cina è elemento fondamentale nel Confucianesimo. Vengono allestiti altari in templi in onore degli antenati, nei quali si svolgono riti religiosi, offerte e sacrifici, almeno in specifiche festività (per esempio durante il Qingming).

## Nell'Antico Egitto
Gli Antichi Egizi credevano in una vita ultraterrena raggiungibile dopo diverse prove. 
Si paragonavano i morti a degli Dei e si credeva potessero fare qualsiasi cosa.
Si credeva che se un uomo avesse subito un dispetto da qualcuno e fosse morto prima, potesse vendicarsi rinascendo sotto forma di animale feroce, infliggendo punizioni severissime
(Tutankhamon)
(tomba della moglie di un architetto)
Perciò gli egizi dettero grande importanza al culto dei morti, per assicurarsi la benevolenza dei defunti.
I defunti potevano anche apparire in sogno e avvertire la gente di un tremendo futuro

### Le lettere ai Morti
Proprio per assicurarsi la benevolenza dei morti e per scoprire il futuro gli egizi inventarono le lettere ai morti in cui si scriveva ai cari deceduti per salutare o per fare una richiesta.
(lettere ai morti)
(lettere ai morti)
(Lettera al morto scritta a Tutankhamon da sua moglie)

## Altre tradizioni
In altre parti del mondo, questa tradizione era ed è molto sentita nel resto dell'Africa.
Nell'induismo gli antenati divenuti oggetto di venerazione sono chiamati Pitri («padri»).
Anche gli Incas veneravano i morti come divinità e credevano che diventassero spiriti o vampiri dopo la morte.
Alcune tradizioni del culto degli antenati, inoltre, come già accennato, sono state recuperate in forma attenuata anche dai cristiani: costoro credono infatti in una vita eterna dopo la morte e pregano per i defunti, ma non ritengono in genere che essi possano avere influssi positivi o negativi sulla vita delle persone.